# Rudolf Põldmäe
Rudolf Põldmäe (* 14. Februarjul. / 27. Februar 1908greg. in Limu (Harjumaa), Gemeinde Rae (Estland); † 7. Februar 1988 in Tartu) war ein estnischer Literaturwissenschaftler, Folklorist und Kulturwissenschaftler.

## Leben
Põldmäe machte 1927 auf dem Jakob Westholmschen Gymnasium in Tallinn sein Abitur und studierte von 1928 bis 1935 an der Universität Tartu estnische Sprache. Literatur und Volksdichtung. Nach seinem Studienabschluss war er ab 1935 wissenschaftlicher Angestellter am Estnischen Volksdichtungsarchiv (Eesti Rahvaluule Arhiiv, heute eine Abteilung des Estnischen Literaturmuseums). Im Sommer 1939 weilte er vier Monate in Deutschland, unter anderem an der Berliner Universität und im Herrnhuter Archiv, von wo er 1.200 Seite Exzerpte mit zurückbrachte.

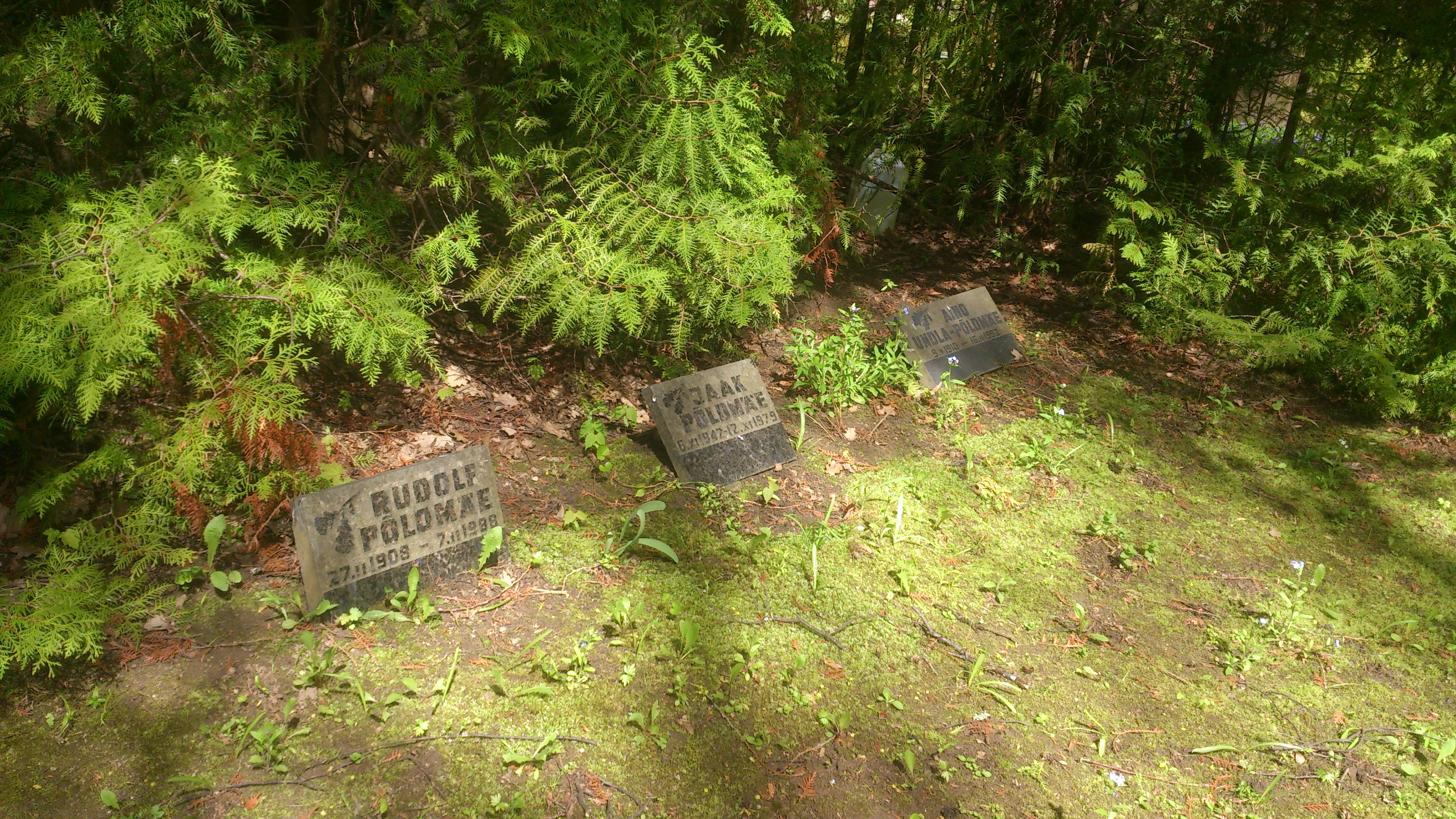
Gräber von Rudolf, Jaak und Aino Põldmäe auf dem Friedhof Raadiin in Tartu

Als Estland im Juni 1940 durch die Sowjetunion annektiert worden war, wurde Põldmäe kurzzeitig zum stellvertretenden Direktor des Literaturmuseums ernannt. Die bald folgende deutsche Besatzung während des Zweiten Weltkriegs überstand er als Angestellter der Universitätsbibliothek Tartu. Ab 1944 war er Lektor an der Universität Tartu, jedoch wurde er bereits im Herbst 1945 vom NKWD inhaftiert und nach einem knappen Jahr Untersuchungshaft 1946 in ein Gefangenenlager in der Komi ASSR verschickt. Von hier konnte er 1950 nach Estland zurückkehren, allerdings war seine Familie – Aino Undla-Põldmäe (1910–1992) mit den Söhnen Jaak (1942–1979) und Alo (geb. 1945) – zwischenzeitlich nach Sibirien verbannt worden. Vergeblich bemühte er sich um ihre Rehabilitation – schließlich war er ja freigelassen worden, wodurch kein Grund mehr bestand, seine Familie zu bestrafen, die seinetwegen deportiert worden war –, stattdessen musste auch Rudolf Põldmäe 1950 den Weg nach Sibirien antreten.
Ende 1955 konnte Põldmäe zurückkehren, ab 1958 war er am Estnischen Literaturmuseum angestellt, von 1962 an bis zu seiner Pensionierung (1979) am Institut für Sprache und Literatur, dem Vorgängerinstitut des heutigen Under und Tuglas Literaturzentrums. Er starb 1988 im Alter von 79 Jahren in Tartu und wurde auf dem dortigen Friedhof Raadiin begraben.

## Werk
Põldmäes Forschungsschwerpunkt lag auf der Literatur und Kultur des 18. und 19. Jahrhunderts. Angeregt von seinem Lehrer Gustav Suits befasste er sich frühzeitig mit dem Einfluss des Pietismus auf die frühe estnische Literatur. Hierzu verfasste er seine erste größere Arbeit, die ihm im Frühjahr 1940 den Magistergrad einbrachte. Der Titel wurde 1959 umgewertet in „Kandidat der Wissenschaften“, was heute dem (deutschen) Doktorgrad entspricht.
Einen zweiten Schwerpunkt bilden seine Arbeit zur nationalen Emanzipation. Von Põldmäe stammen einschlägige Monografien zu den ersten estnischen Liederfesten sowie zu bedeutenden Akteuren der Zeit wie Jakob Hurt oder Carl Robert Jakobson. Viele seiner wichtigsten Forschungsergebnisse sind in seinen Aufsätzen erschienen, die stets neue Daten und Fakten zur estnischen Literatur- und Kulturgeschichte ans Licht brachten.
Schließlich hat Põldmäe auch als Sammler von Volksdichtung ein umfangreiches Werk hinterlassen, von ihm stammen 10.000 Seiten an Aufzeichnungen.

## Auszeichnungen
- 1986 Juhan-Smuul-Preis

## Bibliografie (Auswahl)

### Monografien
- (Gemeinsam mit Herbert Tamperega) Valimik eesti rahvatantse / Auswahl estnischer Volkstänze. Tartu: Eesti Rahvaluule Arhiiv 1938. 162 S.
- Koidula teater. Tallinn: Eesti NSV Teatriühing 1963. 96 S.
- (Gemeinsam mit Ea Jansen) Carl Robert Jakobson. Tallinn: Eesti Raamat 1968. 224 S.
- Esimene Eesti üldlaulupidu 1869. Tallinn: Eesti Raamat 1969. 200 S.
- Kirjamehi mitmes mõõdus. Uurimusi eesti kirjanduse ja kultuuriloo alalt. Tallinn: Eesti Raamat 1973. 368 S.
- Kaks laulupidu 1879-1880. Tallinn: Eesti Raamat 1976. 264 S.
- Vanemuise Selts ja teater 1865–1880. Tallinn: Eesti Raamat 1978. 208 S.
- Kultuuriloolisi vahelugemisi. Tallinn: Eesti Raamat 1979. 264 S.
- „Vanemuise“ teater 1881–1906. Tallinn: Eesti Raamat 1985. 312 S.
- C. R. Jakobsoni teedest ja töödest. Tallinn: Eesti Raamat 1985, 224 S.
- Noor Jakob Hurt. Tallinn: Eesti Raamat 1988, 140 S.
- Vennastekoguduse kirjandus. Tartu: Ilmamaau 2011. 532 S.

### Artikel
- August Kitzberg'i libahunditeoste allikaist, in: Eesti Kirjandus 7/1933, S. 319–334.
- Eesti vennastekoguduse kirjandusest XVIII sajandi keskel, in: Eesti Kirjandus 6/1936, 249–269; 7/1936, S. 324–343.
- Mango Hans, in: Eesti Kirjandus 9/1939, S. 389–406.
- M. Fr. Hasse ja usuliialduslik "Sõelumisaeg" lõuna-Eesti vennastekogudustes, in: Eesti Kirjandus 1/1940, S. 16–35.
- Fr.R. Kreutzwald ja vennastekogudus, in: Keel ja Kirjandus 7/1958, S. 400–411.
- Kirikutegelaste vastuolusid Jakob Hurda rahvaluulekogumisega, in: Keel ja Kirjandus 7/1959, S. 409–421.
- Materjale Fr. R. Kreutzwaldi ja "Kalevipoja" kohta, in: Keel ja Kirjandus 11/1961, S. 677–683.
- C.R. Jakobsoni eluloo ja tegevuse kronoloogia I (1841-1871), in: Paar sammukest eesti kirjanduse ja rahvaluule uurimuse teed 2 (1961), S. 360–402.
- Materjale Jakobsoni "Kooli Lugemise raamatu" I osa sünni- ja levikuloo kohta, in: Keel ja Kirjandus 10/1962, S. 591–602.
- C.R. Jakobsoni suhtumine esimesse eesti üldlaulupeosse, in: Keel ja Kirjandus 10/1963, S. 597–604.
- Enn Kippeli elu ja loomingut meenutades, in: Looming 2/1967, S. 291–300.
- Kas Koidulal oli kaasaegseid naisluuletajaid?, in: Keel ja Kirjandus 5/1970, S. 257–263.
- Varasem kodu-uurimine ja rahvaluule kogumine Saaremaal, in: Paar sammukest eesti kirjanduse ja rahvaluule uurimuse teed 7 (1971), S. 135–169.
- C.R. Jakobsoni eluloo ja tegevuse kronoloogia II (1871-1878), in: Paar sammukest eesti kirjanduse ja rahvaluule uurimuse teed 9 (1976), S. 38–77.
- Eesti kirjanduse probleeme XIX sajandi esimesel veerandil, in: Keel ja Kirjandus 4/1978, S. 207–216.
- Mango Hansu probleem, in: Keel ja Kirjandus 10/1981, S. 596–603.
- Ühest poolelijäänud luuletajast, in: Looming 2/1983, S. 260–269.
- Esimene eesti kirjandusloolane Dietrich Heinrich Jürgenson, in: Keel ja Kirjandus 3/1985, S. 166–174; 4/1985, S. 227–233.
- Jakob Hurda koostööst korrespondentidega, in: Keel ja Kirjandus 12/1986, S. 726–735.